# 曲面积分
数学上，曲面积分，也称为面积分（英語：Surface integral），是在曲面上的定积分（曲面可以是空间中的弯曲子集）；它可以视为和线积分相似的双重积分。给定一个曲面，可以在上面对标量场（也就是實数值的函数）进行积分，也可以对向量场（也就是向量值的函数）积分。
面积分在物理中有大量应用，特别是在电磁学的經典物理學中。

面积分的定义依赖于将曲面细分成小的面积元。

单个面积元的图示。这些面积元通过极限过程成为无穷小的元素以逼近曲面。

## 标量场的面积分
考虑定义在曲面S上的實函數 {\displaystyle f}，计算面积分的一个办法是将曲面分割成很多小片，假设函數 {\displaystyle f} 在每小片的變化不大，且每個小片的近似計算的面積跟實際面積誤差不大，任意取每片中函數 {\displaystyle f} 的值，然后乘以小片的近似面积，最后全部加起来得到一個值，當這種分割越來越細時，如果這值趨近一個實數，我們稱這个實數為實數值函數 {\displaystyle f} 在曲面 {\displaystyle S} 上的面積分。
要找到面积分的直接公式，首先需要参数化曲面S，也即在S上建立坐标系，就像球面上的经纬度。令参数化为x(s, t)，其中(s, t)在某个平面上的区域T中变化。则 {\displaystyle f} 在曲面 {\displaystyle S} 的面积分为
{\displaystyle \iint _{S}f\,\mathrm {d} S=\iint _{T}f(\mathbf {x} (s,t))\left|{\frac {\partial \mathbf {x} }{\partial s}}\times {\frac {\partial \mathbf {x} }{\partial t}}\right|\mathrm {d} s\,\mathrm {d} t}
其中 {\displaystyle \textstyle \left|{\frac {\partial \mathbf {x} }{\partial s}}\times {\frac {\partial \mathbf {x} }{\partial t}}\right|} 是x(s, t)的偏导数的外積這向量的長度，而 {\displaystyle \textstyle \left|{\frac {\partial \mathbf {x} }{\partial s}}\times {\frac {\partial \mathbf {x} }{\partial t}}\right|\mathrm {d} s\mathrm {d} t} 在微分幾何裡又叫作流形 {\displaystyle S} 的面積元素（Surface element）。
例如，如果要找出某个函数（{\displaystyle z=f\,(x,y)}）形状的曲面面积，就有
{\displaystyle A=\iint _{S}\,\mathrm {d} S=\iint _{T}\left|{\frac {\partial \mathbf {r} }{\partial x}}\times {\frac {\partial \mathbf {r} }{\partial y}}\right|\mathrm {d} x\,\mathrm {d} y}
其中{\displaystyle \mathbf {r} =(x,y,z)=(x,y,f(x,y))}。所以，{\displaystyle {\frac {\partial \mathbf {r} }{\partial x}}=(1,0,f_{x}(x,y))}，且{\displaystyle {\frac {\partial \mathbf {r} }{\partial y}}=(0,1,f_{y}(x,y))}。因此
{\displaystyle {\begin{aligned}A&{}=\iint _{T}\left\|\left(1,0,{\partial f \over \partial x}\right)\times \left(0,1,{\partial f \over \partial y}\right)\right\|\mathrm {d} x\,\mathrm {d} y\\&{}=\iint _{T}\left\|\left(-{\partial f \over \partial x},-{\partial f \over \partial y},1\right)\right\|\mathrm {d} x\,\mathrm {d} y\\&{}=\iint _{T}{\sqrt {\left({\partial f \over \partial x}\right)^{2}+\left({\partial f \over \partial y}\right)^{2}+1}}\,\,\mathrm {d} x\,\mathrm {d} y\end{aligned}}}
这就是一般以 {\displaystyle (x,y,f(x,y))} 為參數的曲面其面积的標準公式。很容易认出第二行中的向量是曲面的法向量。
注意，因为外积的存在，這裡的公式只在曲面嵌入在三维空间中时适用。

## 向量场的面积分

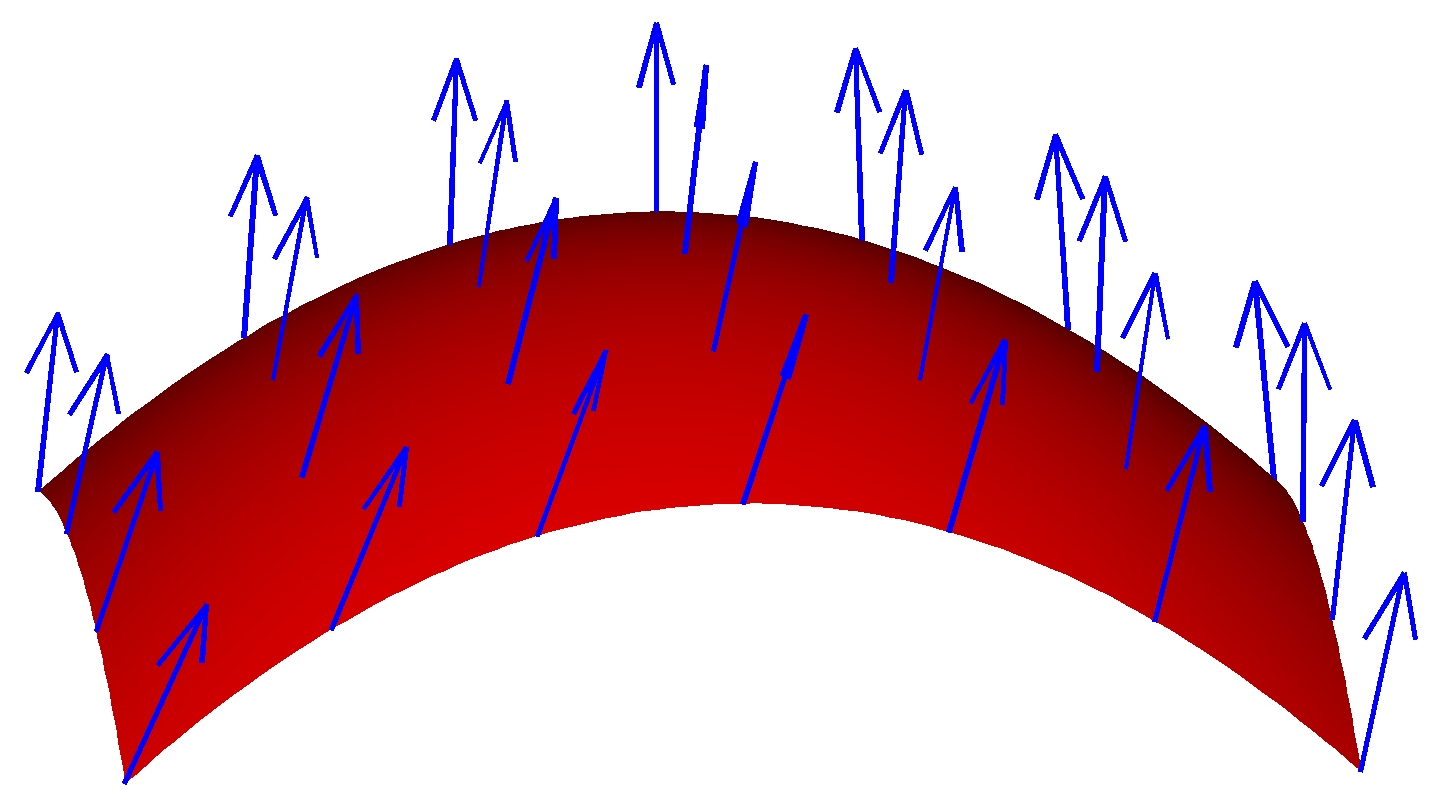
曲面上的向量场。

考虑S上的向量场v，对于每个S上的点x，v(x)是一个向量。想象一个穿过S的液体流，使得v(x)决定液体在x的速度。则流量定义为单位时间穿过S的液体量。
这个解释意味着如果向量场和S在每点相切，则流量为0，因为液体平行于S流动，从而不进不出。这也意味着如果v不仅仅沿着S流动，也即，如果v既有切向分量也有法向分量，则只有法向分量对流量作出贡献。基于这个推理，要找出流量，我们必须取v和S上每点的单位法向量的点积，这就给出了一个标量场，然后就可以用上述方式积分。公式如下
{\displaystyle \int _{S}{\mathbf {v} }\cdot \,\mathrm {d} {\mathbf {S} }=\int _{S}({\mathbf {v} }\cdot {\mathbf {n} })\,\mathrm {d} S=\iint _{T}{\mathbf {v} }(\mathbf {x} (s,t))\cdot \left({\partial \mathbf {x}  \over \partial s}\times {\partial \mathbf {x}  \over \partial t}\right)\mathrm {d} s\,\mathrm {d} t.}
右手边的叉积是由参数化所决定的法向量。
该公式定义为向量场v在S上的面积分。

## 微分2-形式的面积分
令
{\displaystyle \omega =f_{x}\mathrm {d} y\wedge \mathrm {d} z+f_{y}\mathrm {d} z\wedge \mathrm {d} x+f_{z}\mathrm {d} x\wedge \mathrm {d} y}
为定义在曲面S上的2阶微分形式，并令
{\displaystyle \mathbf {x} (s,t)=(x(s,t),y(s,t),z(s,t))\!}
为一保定向的在曲面 {\displaystyle S} 上的参数化，其中{\displaystyle (s,t)\in D\subseteq \mathbb {R} ^{2}}。利用變數變換，则 {\displaystyle \omega } 在S上的面积分變成
{\displaystyle \iint _{D}\left[f_{x}(\mathbf {x} (s,t)){\frac {\partial (y,z)}{\partial (s,t)}}+f_{y}(\mathbf {x} (s,t)){\frac {\partial (z,x)}{\partial (s,t)}}+f_{z}(\mathbf {x} (s,t)){\frac {\partial (x,y)}{\partial (s,t)}}\right]\,\mathrm {d} s\mathrm {d} t}
其中
{\displaystyle {\partial \mathbf {x}  \over \partial s}\times {\partial \mathbf {x}  \over \partial t}=\left({\frac {\partial (y,z)}{\partial (s,t)}},{\frac {\partial (z,x)}{\partial (s,t)}},{\frac {\partial (x,y)}{\partial (s,t))}}\right)}
为S的法向量。利用微分形式（2-form）的變數變換，我們有
{\displaystyle \int _{S}\omega =\iint _{S}(f_{x},f_{y},f_{z})\cdot \mathrm {d} \mathbf {S} =\iint _{S}(f_{x},f_{y},f_{z})\cdot \mathbf {n} \,\mathrm {d} S}
也就是說，對 {\displaystyle \omega } 該2-形式的积分和以{\displaystyle f_{x}}、{\displaystyle f_{y}}和{\displaystyle f_{z}.}为分量的向量场的面积分相同。

## 涉及面积分的定理
面积分中很多有用的结果可以用微分几何和向量微积分导出，例如散度定理及其推广斯托克斯定理。

## 进阶问题
注意面积分的定义中用到曲面S的参数化。而给定曲面可以有多种参数化。例如，如果移动球面上南极和北极的位置，所有球面上的点的经度和纬度都会改变。很自然就有面积分是否依赖于给定参数化的问题。对于标量场的积分，答案很简单：无论参数化为何，面积分不变。
对于向量场，情况复杂一些，因为積分時涉及到曲面的法向量。如果两个参数化下法向量的定向相同，则积分值不变。如果法向量定向相反，则积分值相反。因此，不需要規定特定的参数化，但是对于法向量，不同的参数化的定向必须保持一致。
另外一个问题是，有时曲面没有覆盖整个曲面的单一参数化；譬如对于有限长的圆柱面就是这样。一个直接的解决办法就是将曲面切成几片，在每一片上求面积分，然后加起来。这就是正确的办法，但是对向量场积分的时候，必须小心，要让每个小片的法向量定向和周围的一致。对于柱面来讲，也就是让所有片的法向量向外指。
最后一个问题是，有些曲面没有一个一致的法向量（譬如莫比乌斯带）。对于这样的曲面，无法找到一致的定向。这样的曲面称为不可定向的，在其上无法进行向量场的积分。

## 参看
- 散度定理
- 斯托克斯定理
- 体积分
- 不同坐标系下的体积和面积元